# Eileen Barker
Eileen Vartan Barker OBE FBA (geboren am 21. April 1938 in Edinburgh) ist eine britische Soziologin. Sie ist Professorin für Soziologie, emeritiertes Mitglied der London School of Economics (LSE) und Beraterin des Centre for the Study of Human Rights. Sie ist Vorsitzende und Gründerin des Informationsnetzwerks Focus on Religious Movements (INFORM) und hat Studien über Sekten und neue religiöse Bewegungen verfasst.

## Leben

### Akademische Karriere
Barker ist seit 1970 in der Soziologieabteilung der LSE tätig, wo sie ihren Doktortitel erhielt.
1988 beschäftigte sie sich mit Forschungen zur Bewahrung der kulturellen Identität der armenischen Diaspora. Im selben Jahr gründete sie mit Unterstützung des Erzbischofs von Canterbury und finanzieller Hilfe des britischen Innenministeriums das Informationsnetzwerk Focus on Religious Movements (INFORM).
Barker hatte zahlreiche Führungspositionen in der akademischen Religionswissenschaft. Von 1985 bis 1990 war sie Vorsitzende der Studiengruppe für Religionssoziologie der British Sociological Association, von 1991 bis 1993 Präsidentin der Society for the Scientific Study of Religion (die erste Nicht-Amerikanerin, die dieses Amt innehatte) und Präsidentin der Association for the Sociology of Religion von 2001 bis 2002.
Im Jahr 2000 wurde Barker Offizierin des Order of the British Empire (OBE) und die American Academy of Religion verlieh ihr den Martin E. Marty Award für Beiträge zum Verständnis von Religion.
Barker war Mitglied des Redaktionsausschusses von Cultic Studies Review, einer Fachzeitschrift, die neben Nachrichten über Sekten und neue religiöse Bewegungen auch von Experten begutachtete wissenschaftliche Erkenntnisse veröffentlichte. Anschließend trat Barker dem Redaktionsausschuss des International Journal of Cultic Studies bei, das 2010 die Cultic Studies Review ablöste.

### Politische Karriere
Barker, ein Mitglied der Liberal Democrats, kandidierte im Mai 2002 erfolglos als Kandidatin für den Bezirk Queen's Park und im Mai 2006 für den Bezirk Kenton.

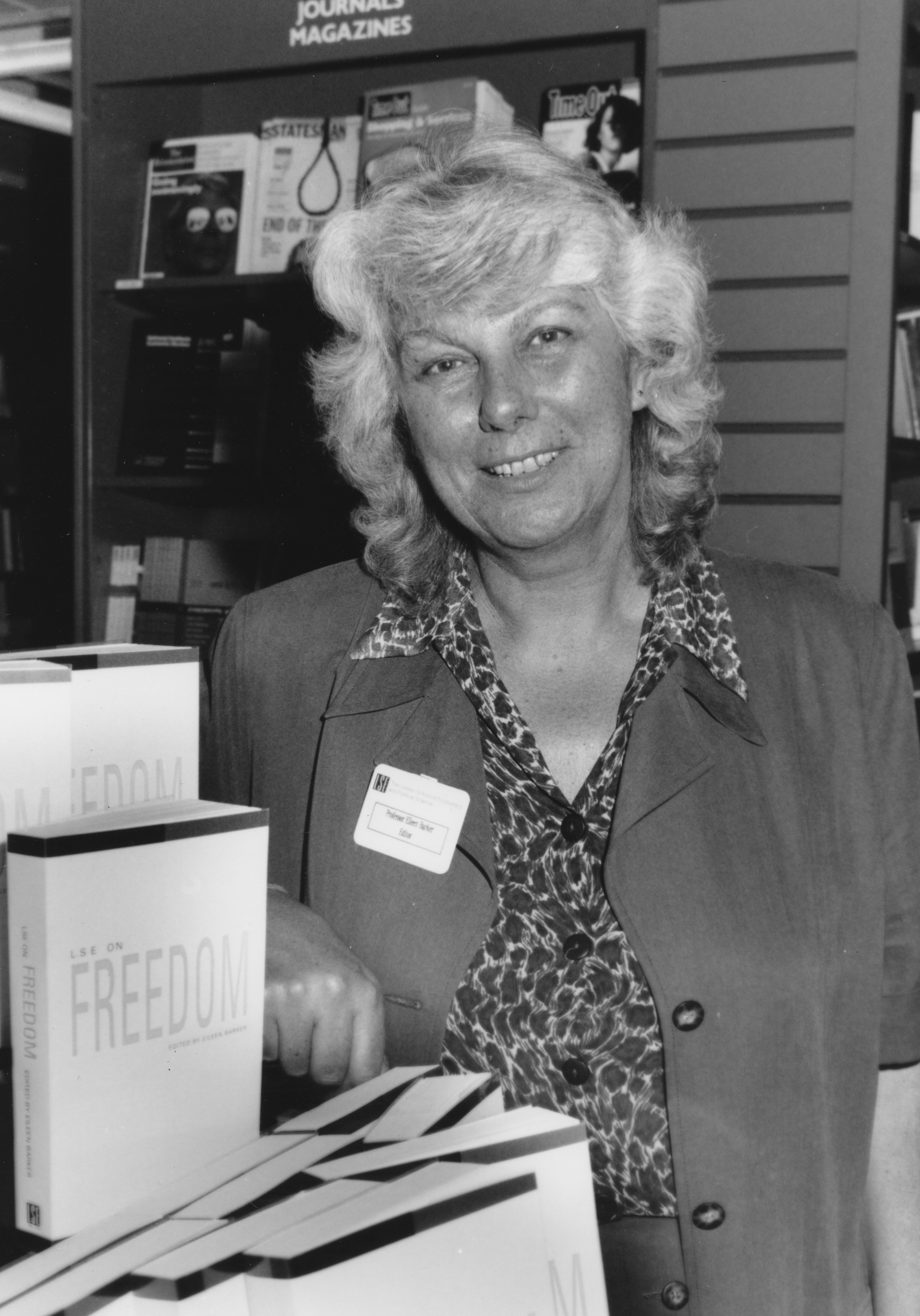
Eileen Barker 1997

## The Making of a Moonie
Ihr 1984 erschienenes Buch The Making of a Moonie: Choice or Brainwashing? basiert auf einer fast siebenjährigen Untersuchung von Mitgliedern der Vereinigungskirche (informell „Moonies“ genannt) im Vereinigten Königreich und in den Vereinigten Staaten. Laurence R. Iannaccone von der George Mason University, ein Spezialist für Religionsökonomie, schrieb, dass The Making of a Moonie eine der umfassendsten und einflussreichsten Studien über den Prozess der Konversion zu neuen religiösen Bewegungen sei. Barker fand in ihren Studien heraus, dass der Mitgliederzuwachs im Verhältnis zu den Seminarteilnehmern sehr niedrig war. 99,5 % der Besucher wurden keine Mitglieder.

## Kritik
Die Befürworter der Gehirnwäsche-Hypothese, Margaret Singer und Janja Lalich, kritisierten Barkers Ablehnung der Gehirnwäsche-Hypothese in ihrer Studie über den Konvertierungsprozess für Mitglieder der Vereinigungskirche. Singer und Lalich bezeichneten Barker in ihrem 1995 erschienenen Buch „Cults in Our Midst“ als „Pro-Sekten-Apologetin“, weil sie gegenüber der Vereinigungskirche eine „Apologeten-Haltung“ einnahm, und stellten fest, dass sie von der Vereinigungskirche eine Kostenerstattung für ein Buch und achtzehn Konferenzen erhalten hätte. Barker verteidigte dies, indem sie erklärte, dass es von ihrer Universität und einem staatlichen Zuschussrat genehmigt worden wäre und Steuergelder gespart habe.
Barker reagierte auf die finanziellen Probleme in einem Aufsatz aus dem Jahr 1995 und schrieb: Weniger bekannt ist, dass bei der Förderung der These von Gehirnwäsche und Gedankenkontrolle in den sekundären Konstruktionen der Anti-Sekten-Bewegung große Geldsummen auf dem Spiel stehen. Unter Hinweis darauf, dass Deprogrammierer und Ausstiegsberater Zehntausende Dollar für ihre Dienste verlangen und dass Sachverständige wie Singer enorme Gebühren für die Aussage über Gehirnwäsche in Gerichtsverfahren erhoben haben.
Barkers Organisation, INFORM, wurde von der Family Action Information Resource (FAIR) unter dem Vorsitz des ehemaligen konservativen Innenministers und Anti-Sekten-Aktivisten, Tom Sackville, kritisiert. Er kürzte 1997 die Finanzierung von INFORM. Im Jahr 1999 wurde berichtet, dass INFORM aus Geldmangel vor der Schließung stand. Im Jahr 2000 wurde die Finanzierung durch das Innenministeriums wiederhergestellt, was Sackville dazu veranlasste, zu warnen, dass INFORM der Regierung schlechte Ratschläge geben könnte, und fügte hinzu: Ich habe den Zuschuss von INFORM gestrichen und finde es absurd, dass er wieder aufgelegt wurde. Die Kritik an INFORM konzentrierte sich auf Barkers Zurückhaltung, alle neuen Religionen als Sekten zu verurteilen. Barker antwortete auf die Kritik mit den Worten: Wir sind keine Sektenapologeten. Die Leute machen viel Lärm, ohne ernsthafte Nachforschungen anzustellen – so sehr, dass sie am Ende genauso unvernünftig klingen wie die Sekten, die sie angreifen. Außerdem: Ich stelle mir vor, FAIR war enttäuscht, unsere Finanzierung nicht zu erhalten.
In einer Sammlung von Essays zu Ehren von Barker aus dem Jahr 2003 bemerkte der einflussreiche Religionswissenschaftler Bryan R. Wilson von der Universität Oxford, dass INFORM oft in der Lage sei, Angehörige über den Charakter, die Veranlagung, die Politik, die Herkunft und die Aussichten von Sekten zu beruhigen. Sie kann möglicherweise einige weit verbreitete Gerüchte und falsche Eindrücke, die aus Medienkommentaren stammen, entkräften. Wilson fügte hinzu, dass Barkers sozialwissenschaftliche Forschung, insbesondere ihre Arbeit über die Vereinigungskirche, maßgeblich dazu beigetragen hätte, zu zeigen, dass das Konzept der Gehirnwäsche, das sich seit einigen Jahren in den Medien großer Beliebtheit erfreute, nicht in der Lage sei, zu erklären, was tatsächlich im Prozess der religiösen Konversion geschah, oder um zu erklären, warum so viele Mitglieder neuer religiöser Bewegungen diese Bewegungen tatsächlich nach kurzer Zeit wieder verlassen.
Der australische Psychologe Len Oakes und der britische Psychiatrieprofessor Anthony Storr, die kritisch über Sekten, Gurus, neue religiöse Bewegungen und ihre Führer schrieben, haben Barkers Arbeit zum Konvertierungsprozess der Vereinigungskirche gelobt.